# Kvalifikace na Mistrovství světa ve fotbale 1966 (CONCACAF)
Kvalifikace na Mistrovství světa ve fotbale 1966 zóny CONCACAF určila jednoho postupujícího na Mistrovství světa ve fotbale 1966.
Po vyloučení Guatemaly bylo zbylých 9 účastníků rozlosováno do třech skupin po třech. Ve skupinách se utkal každý s každým dvoukolově doma a venku. Vítězové skupin postoupili do druhé fáze, kde se utkali znovu systémem každý s každým dvoukolově doma a venku. Vítěz skupiny postoupil na MS.

## První fáze

### Skupina 1
| Poř. | Tým      | B | Z | V | R | P | VG | IG |
| ---- | -------- | - | - | - | - | - | -- | -- |
| 1    | Mexiko   | 7 | 4 | 3 | 1 | 0 | 8  | 2  |
| 2    | USA      | 4 | 4 | 1 | 2 | 1 | 4  | 5  |
| 3    | Honduras | 1 | 4 | 0 | 1 | 3 | 1  | 6  |

| Datum                                                      | Domácí   | Výsledek | Hosté    |
| ---------------------------------------------------------- | -------- | -------- | -------- |
| 28. února 1965, San Pedro Sula                             | Honduras | 0 – 1    | Mexiko   |
| 4. března 1965, Mexico City                                | Mexiko   | 3 – 0    | Honduras |
| 7. března 1965, Los Angeles                                | USA      | 0 – 1    | Mexiko   |
| 12. března 1965, Mexico City                               | Mexiko   | 2 – 0    | USA      |
| 7. března 1965, San Pedro Sula                             | Honduras | 0 – 1    | USA      |
| 21. března 1965, Tegucigalpa Hráno v Hondurasu místo v USA | USA      | 1 – 1    | Honduras |

Mexiko postoupilo do druhé fáze.

### Skupina 2
| Poř. | Tým               | B | Z | V | R | P | VG | IG |
| ---- | ----------------- | - | - | - | - | - | -- | -- |
| 1    | Jamajka           | 5 | 4 | 2 | 1 | 1 | 5  | 2  |
| 2    | Nizozemské Antily | 4 | 4 | 1 | 2 | 1 | 2  | 3  |
| 3    | Kuba              | 3 | 4 | 1 | 1 | 2 | 3  | 5  |

| Datum                    | Domácí            | Výsledek | Hosté             |
| ------------------------ | ----------------- | -------- | ----------------- |
| 16. ledna 1965, Kingston | Jamajka           | 2 – 0    | Kuba              |
| 20. ledna 1965, Kingston | Nizozemské Antily | 1 – 1    | Kuba              |
| 23. ledna 1965, Kingston | Jamajka           | 2 – 0    | Nizozemské Antily |
| 30. ledna 1965, Havana   | Kuba              | 0 – 1    | Nizozemské Antily |
| 3. února 1965, Havana    | Nizozemské Antily | 0 – 0    | Jamajka           |
| 7. února 1965, Havana    | Kuba              | 2 – 1    | Jamajka           |

Nizozemské Antily hrály všechny své zápasy na neutrální půdě.
Jamajka postoupila do druhé fáze.

### Skupina 3
| Poř. | Tým               | B | Z | V | R | P | VG | IG |
| ---- | ----------------- | - | - | - | - | - | -- | -- |
| 1    | Kostarika         | 8 | 4 | 4 | 0 | 0 | 9  | 1  |
| 2    | Surinam           | 2 | 4 | 1 | 0 | 3 | 8  | 9  |
| 3    | Trinidad a Tobago | 2 | 4 | 1 | 0 | 3 | 5  | 12 |

| Datum                         | Domácí            | Výsledek | Hosté             |
| ----------------------------- | ----------------- | -------- | ----------------- |
| 7. února 1965, Port of Spain  | Trinidad a Tobago | 4 – 1    | Surinam           |
| 12. února 1965, San José      | Kostarika         | 1 – 0    | Surinam           |
| 21. února 1965, San José      | Kostarika         | 4 – 0    | Trinidad a Tobago |
| 28. února 1965, Paramaribo    | Surinam           | 1 – 3    | Kostarika         |
| 7. března 1965, Port of Spain | Trinidad a Tobago | 0 – 1    | Kostarika         |
| 14. března 1965, Paramaribo   | Surinam           | 6 – 1    | Trinidad a Tobago |

Kostarika postoupila do druhé fáze.

## Druhá fáze
| Poř. | Tým       | B | Z | V | R | P | VG | IG |
| ---- | --------- | - | - | - | - | - | -- | -- |
| 1    | Mexiko    | 7 | 4 | 3 | 1 | 0 | 12 | 2  |
| 2    | Kostarika | 4 | 4 | 1 | 2 | 1 | 8  | 2  |
| 3    | Jamajka   | 1 | 4 | 0 | 1 | 3 | 3  | 19 |

| Datum                        | Domácí    | Výsledek | Hosté     |
| ---------------------------- | --------- | -------- | --------- |
| 24. dubna 1965, San José     | Kostarika | 0 – 0    | Mexiko    |
| 3. května 1965, Kingston     | Jamajka   | 2 – 3    | Mexiko    |
| 7. května 1965, Mexico City  | Mexiko    | 8 – 0    | Jamajka   |
| 12. května 1965, San José    | Kostarika | 7 – 0    | Jamajka   |
| 16. května 1965, Mexico City | Mexiko    | 1 – 0    | Kostarika |
| 22. května 1965, Kingston    | Jamajka   | 1 – 1    | Kostarika |

Mexiko postoupilo na Mistrovství světa ve fotbale 1966.